# Aurelia labiata

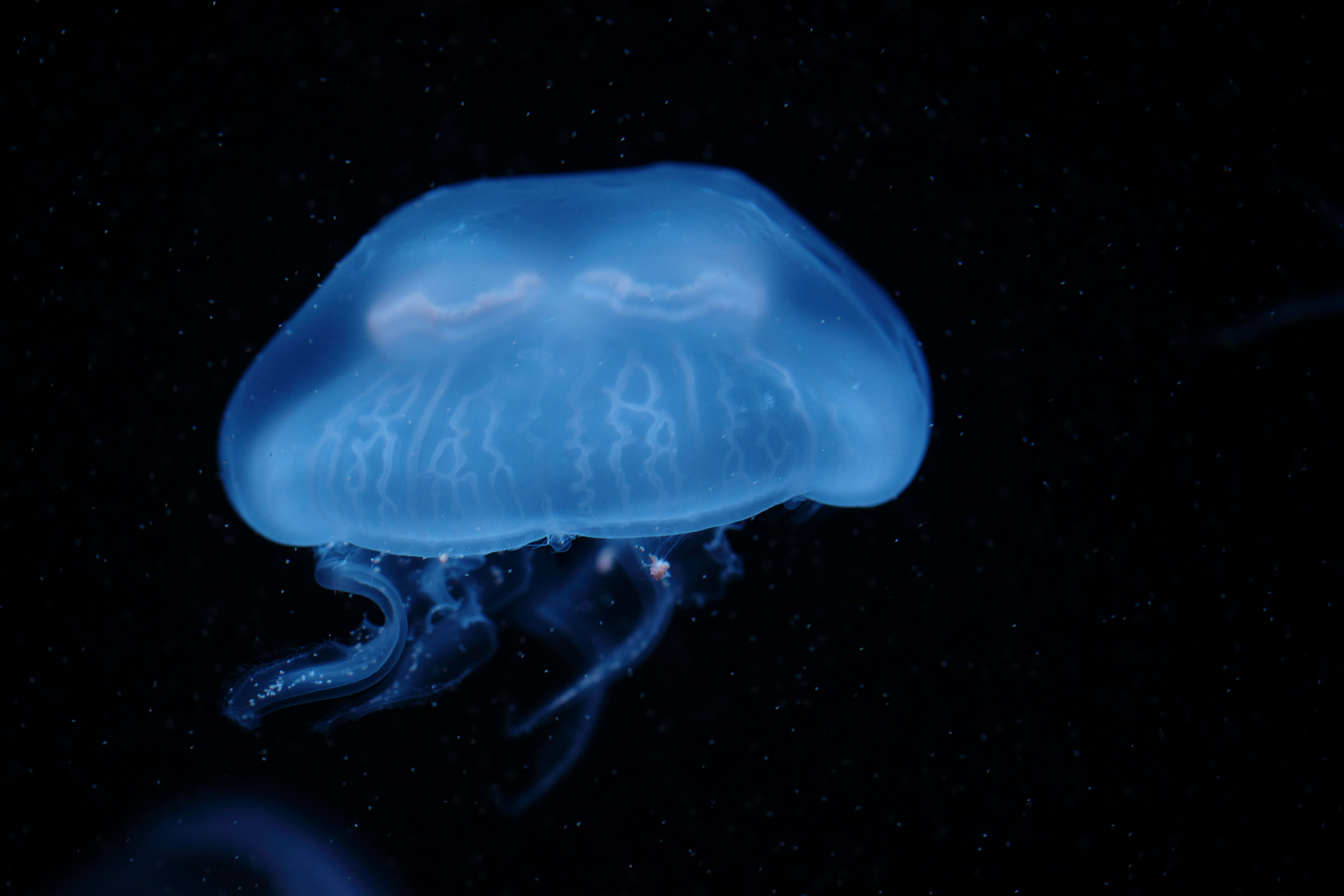
Aurelia labiata ở Tiergarten Schönbrunn

Aurelia labiata là một loài sứa thuộc chi Aurelia trong họ Ulmaridae. Chúng được biết là lớn hơn so với Aurelia aurita.

## Phạm vi
Aurelia labiata thường dao động ở phía bắc Thái Bình Dương. Phạm vi của chúng trải dài từ bờ biển phía tây của California đến bờ biển phía đông của Nhật Bản. Chúng sống theo đàn số lượng lớn, đối khi với họ hàng của chúng Aurelia aurita.